# Montemale di Cuneo
Montemale di Cuneo là một đô thị tại tỉnh Cuneo trong vùng Piedmont của Italia, vị trí cách khoảng 70 km về phía tây nam của Torino và khoảng 14 km về phía tây bắc của Cuneo. Tại thời điểm ngày 31 tháng 12 năm 2004, đô thị này có dân số 233 người và diện tích 11,6 km².
Montemale di Cuneo giáp các đô thị: Caraglio, Dronero, Monterosso Grana và Valgrana.